# Temas LGBT en videojuegos
Los personajes lesbianas, gays, bisexuales y transgénero (LGBT) se han representado en los videojuegos desde la década de 1980. En la historia de los videojuegos, los personajes LGBT han sido casi inexistentes durante mucho tiempo, lo que refleja la heteronormatividad general del medio. Si bien ha habido una tendencia hacia una mayor representación de personas LGBT en los videojuegos, con frecuencia se las identifica como LGBT en material secundario, como cómics, en lugar de en los juegos mismos. En 2018, Sam Greer de GamesRadar revisó miles de títulos de juegos y encontró 179 juegos con alguna representación LGBT: de esos 179 juegos, solo 83 tienen personajes queer que son personajes jugables. Y de esos, solo ocho cuentan con un personaje principal que está preescrito como queer en lugar de ser queer como una opción.

## Representaciones de personajes LGBT
Se han desarrollado varios tropos, temas y arquetipos recurrentes en la industria de los videojuegos con respecto a la identidad LGBTQ+. Estos son similares a cómo otras formas de cultura popular, como los programas de televisión y las películas de Hollywood, tratan los temas LGBTQ+.
Al igual que en otros medios, los personajes LGBT en los juegos a menudo sufren el tropo de "Bury Your Gays", una convención narrativa de larga duración que requiere que los personajes LGBT mueran o encuentren otro final infeliz. Según Kotaku, estos personajes están "definidos en gran medida por un dolor que sus contrapartes heterosexuales no comparten". Al enfrentar desafíos que "sirven como una analogía en el mundo para la intolerancia anti-LGBTQ", se definen por la tragedia que les niega la oportunidad de ser felices.

### Confusión cómica de género
Un método común de presentar personajes LGBT es revelar su orientación sexual a través de la inversión de género. La homosexualidad de un personaje masculino a menudo se indica al convertirlo en un personaje afeminado con gestos, vestimenta y habla afeminados o extravagantes. La suposición subyacente es que los homosexuales también son frecuentemente transgénero y, por lo tanto, poseen manierismos estereotipados del sexo opuesto.
Esta técnica ha sido ampliamente utilizada en las películas de Hollywood (para eludir la prohibición de "perversión sexual" del Código Hays), así como en vodevil. Aunque se usa principalmente en videojuegos por su valor cómico, la confusión de género también se ha utilizado como herramienta para ofrecer comentarios sociales sobre el sexismo o la homofobia. Los códigos de censura de Nintendo y Sega limitaron el uso de la inversión de género a la exclusión del travestismo hasta 1994.

### Personajes transgénero
Capcom creó Final Fight para arcade en 1989. El juego implicaba que los jugadores eligieran entre tres luchadores en una búsqueda para salvar a la hija del alcalde, que fue secuestrada por una banda criminal conocida como Mad Gear. En 1990, Capcom presentó a Nintendo una versión del juego para Super Nintendo Entertainment System (SNES) de 16 bits. Según el libro Game Over de David Sheff, Nintendo declaró que Capcom no podía poner a una enemiga femenina en un videojuego publicado para SNES, ya que eso violaba la prohibición de violencia contra las mujeres de Nintendo. Capcom respondió que no había enemigas femeninas en el juego, revelando que los personajes femeninos Roxy y Poison eran transexuales. Sin embargo, los personajes fueron eliminados de las versiones internacionales de la SNES (la versión japonesa de Super Famicom conservó los personajes). En 1993, Sega obtuvo los derechos para lanzar el juego para su Sega CD. En una señal de las políticas más liberales de Sega, Poison y Roxy podrían permanecer en las versiones internacionales, pero con ropa "menos provocativa", y no podría haber ninguna indicación de su identidad transgénero. (Más tarde, Sega of America eliminó a un jefe homosexual y un personaje jugable desbloqueable llamado Ash de las versiones internacionales de Streets of Rage 3).
En el videojuego de rol de 2016 Baldur's Gate: Siege of Dragonspear, hay un árbol de diálogo opcional en el que la clériga Mizhena menciona que fue criada como un niño, lo que indica que es una mujer trans. Esto, junto con una referencia a la controversia del Gamergate, generó discordia que resultó en acoso en línea e insultos hacia los desarrolladores, especialmente contra la escritora del juego, Amber Scott. Las páginas de Steam, GOG y Metacritic del juego fueron bombardeadas con quejas de que la referencia transgénero constituía "corrección política", "tokenismo LGBT", "complacimiento SJW" e impulsaba una agenda política. En una publicación de abril de 2016, Beamdog anunció que ampliarían la historia de Mizhena, diciendo en una parte: "En retrospectiva, hubiera sido mejor si hubiésemos introducido un personaje transgénero con más desarrollo". Paul Tumburro de CraveOnline calificó esto como "incoherente y decepcionante" y afirmó que el fundador de Beamdog, Trent Oster, se negó a reconocer las críticas transfóbicas dirigidas al juego.
En The Legend of Zelda: Ocarina of Time, los desarrolladores introdujeron un personaje sin género llamado Sheik. Finalmente, se revela que Sheik es la princesa Zelda disfrazada. Sheik nunca se identifica con ningún conjunto de pronombres en el juego; sin embargo, un personaje del juego se refiere a Sheik con pronombres masculinos. La presencia de Sheik y la ambigüedad de género en The Legend of Zelda: Ocarina of Time crearon el "Debate de género de Sheik". Se tomaron dos lados en este debate: uno que creía que Sheik simplemente se estaba travistiendo. El otro lado creía que Sheik era la Princesa Zelda asumiendo una identidad de género masculina usando algún tipo de magia. En 2014, Polygon le pidió a Nintendo un comentario sobre el "Debate de género del jeque". Bill Trinen dio una declaración oficial diciendo: "La respuesta definitiva es que Sheik es una mujer, simplemente Zelda con un atuendo diferente".
En el juego de Nintendo de 2016, The Legend of Zelda: Breath of the Wild, Link no puede ingresar a Gerudo Town a menos que se vista de mujer. El jugador debe encontrar un personaje llamado Vilia para comprar ropa de mujer para Link. Vilia aparentemente parece una mujer, pero al hablar con ella, los ruidos que hace cuando habla son profundos. Durante una secuencia de diálogo entre Link y Vilia, la máscara facial de Vilia se vuela con el viento para revelar, para sorpresa de Link, lo que parece ser vello facial. Se revela que Vilia es simplemente un hombre hyliano travestido en los medios oficiales, como en el libro oficial Creando un Campeón. Sin embargo, no es raro que los fanáticos consideren a Vilia como una mujer trans.
El juego independiente de 2018, Celeste, había insinuado y llevado a la especulación por parte de los medios y los jugadores de que el personaje del jugador, Madeline, era una mujer trans. Esto fue confirmado más tarde por la desarrolladora principal del juego, Maddy Thorson, quien se declaró una persona no binaria, revelando que el juego en parte es una alusión a sus propios problemas de identidad antes de optar por salir del armario.
Lanzado en 2020 por Dontnod Entertainment, Tell Me Why presenta dos personajes principales, uno de los cuales es Tyler Ronan, un hombre trans y el primer protagonista transgénero que aparece en un videojuego triple A. El equipo de desarrollo trabajó en estrecha colaboración con la organización benéfica LGBT GLAAD para garantizar que la historia de Tyler fuera una "representación auténtica de la experiencia trans". Como parte de esto, el actor trans August Aiden Black fue elegido para dar voz a Tyler y trabajó en colaboración con los escritores y desarrolladores.

### Personajes homosexuales en juegos de lucha
Tener personajes masculinos homosexuales en los juegos de lucha puede desafiar la percepción de la homosexualidad y la masculinidad. Sin embargo, las pistas sobre la orientación sexual de un personaje en particular en un juego de lucha a menudo toman la forma de feminidad estereotipada en un personaje masculino duro.
En la serie Mortal Kombat, Kung Jin es un personaje homosexual. El modo historia de Mortal Kombat X presenta un intercambio entre Jin y Raiden que implica la sexualidad de Jin. La homosexualidad de Jin fue confirmada por el director cinematográfico de NetherRealm Studios, Dominic Cianciolo. El mismo juego también implica que Mileena y Tanya están en una relación, o al menos muestran una obvia atracción entre sí.
En Fighting EX Layer, se ha revelado que el personaje de Sharon es lesbiana, convirtiéndola en uno de los primeros personajes abiertamente lesbianas en un juego de lucha.

### Personajes LGBT en juegos de acción
En 1996, Night Slave fue un juego de rol de disparos lanzado para PC-98 que contenía escenas censuradas en las que ocasionalmente aparecía contenido lésbico para adultos.
El juego de PlayStation 3 The Last of Us (2013) fue elogiado por sus personajes gays y lesbianas, incluida la protagonista adolescente Ellie. GLAAD, la organización estadounidense que promueve la representación de las personas LGBT en los medios, nombró al personaje secundario Bill como uno de "los nuevos personajes LGBT más intrigantes de 2013".